# Tony Johnstone-Burt
Sir Charles Anthony „Tony“ Johnstone-Burt, KCVO, CB, OBE, DL (* 1. Februar 1958) ist ein ehemaliger britischer Seeoffizier und Vizeadmiral, der unter anderem zwischen 2011 und 2013 Chef des Stabes des Alliierten Transformationskommandos der NATO (Allied Command Transformation) war und seit 2013 Master of the Household der Royal Households of the United Kingdom ist.

## Leben

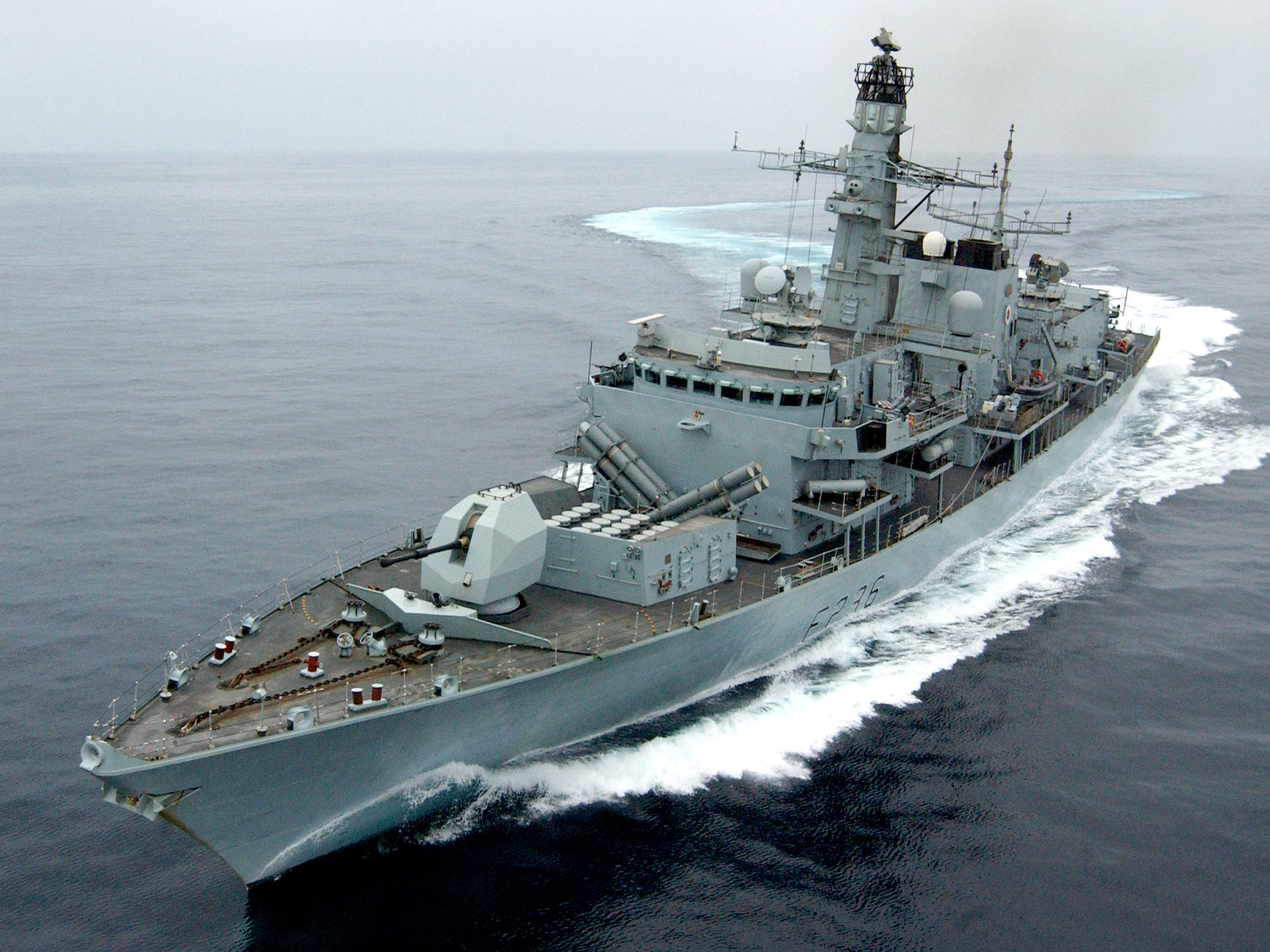
Als Kapitän zur See (Captain) war Tony Johnstone-Burt von Juli 2000 bis Dezember 2001 Kommandant der zur Duke-Klasse gehörenden Fregatte HMS Montrose.

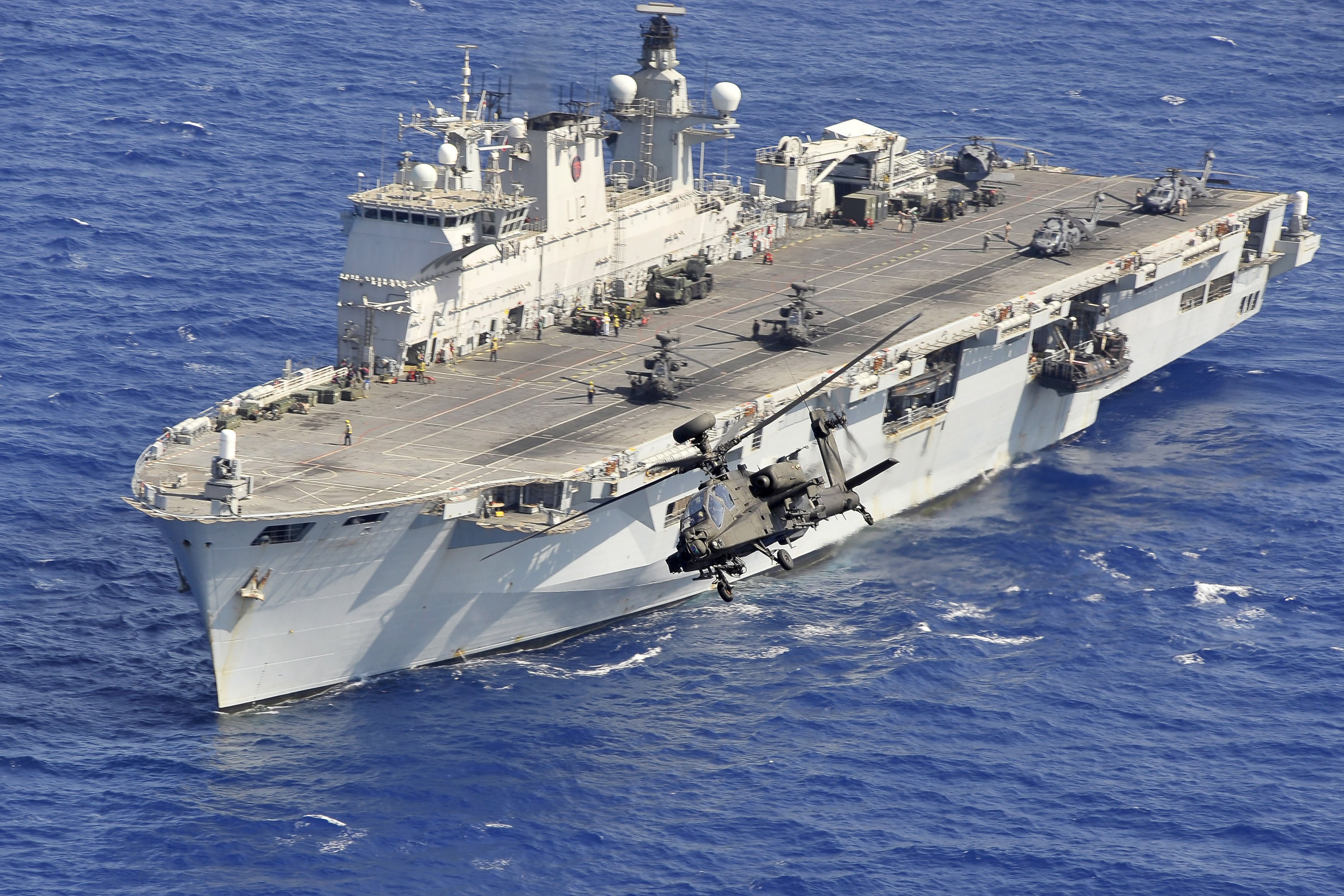
Johnstone-Burt fungierte zwischen Juli 2004 und Dezember 2011 als Kommandant des Amphibischen Angriffsschiffs Ocean.

Charles Anthony „Tony“ Johnstone-Burt begann nach dem Besuch des Wellington College ein Studium der Fächer Psychologie und Anthropologie am Van Mildert College der University of Durham, die er 1980 beide mit Auszeichnungen beendete. 1977 trat er als Universitätskadett in die Royal Navy ein und wurde im Januar 1982 zum Kapitänleutnant (Lieutenant) befördert. Während des Falklandkrieges diente er auf der zur Amazon-Klasse gehörenden Fregatte HMS Active. 1983 absolvierte er eine Ausbildung als Hubschrauberpilot und flog daraufhin Hubschrauber der Typen Westland Sea King und Westland Lynx. Nach einer Fortbildung als Leitender Kriegsführungsoffizier diente er auf mehreren Fregatten, bevor er 1991 zum Ersten Offizier (First Lieutenant) und Stellvertretenden Kommandant (Executive Officer) der zur Leander-Klasse gehörenden Fregatte HMS Scylla ernannt wurde. 1994 wurde er zum Kommandanten (Commanding Officer) der zur Broadsword-Klasse gehörenden Lenkwaffenfregatte HMS Brave ernannt und begann anschließend 1996 ein Studium im Fach Internationale Beziehungen am US Naval War College in Newport, an dem die Kurse der Salve Regina University in Rhode Island angegliedert sind, und schloss dieses 1997 mit einem Master of Arts (M.A. International Relations) ab. Für seine Verdienste wurde ihm 1997 das Offizierskreuz des Order of the British Empire (OBE) verliehen. 2000 besuchte er auch den Kurs für Höhere Kommandos und Stabsoffiziere am Joint Services Command and Staff College (JSCSC).
Im Juli 2000 wurde Johnstone-Burt als Kapitän zur See (Captain) Kommandeur des 6. Fregattengeschwaders (Commanding, 6th Frigate Squadron) und verblieb auf diesem Posten bis Dezember 2001. Zugleich war er in Personalunion von Juli 2000 bis Dezember 2001 auch Kommandant der zur Duke-Klasse gehörenden Fregatte HMS Montrose. Danach wurde er als Kommodore (Commodore) Nachfolger von Commodore Mark William Graham Kerr im Januar 2002 Kommandant des Britannia Royal Naval College (BRNC) und verblieb in dieser Position bis Mai 2004, woraufhin Commodore Richard Ibbotson ihn ablöste. Daraufhin fungierte er zwischen Juli 2004 und Dezember 2011 als Kommandant des Amphibischen Angriffsschiffs Ocean. Im Dezember 2005 wurde er als Kommodore stellvertretender Kommandeur des am 5. Oktober 1999 gegründeten Gemeinsamen Hubschrauberkommandos JHC (Joint Helicopter Command) der Streitkräfte des Vereinigten Königreichs und verblieb auf diesem Posten bis Dezember 2006.
Tony Johnstone-Burt löste als Konteradmiral (Rear-Admiral) im Dezember 2006 Konteradmiral Philip Wilcocks als Kommandeur der Marineverbände in Schottland und Nordirland (Flag Officer, Scotland and Northern Ireland) und hatte dieses Kommando bis zu seiner Ablösung durch Konteradmiral Philip Jones im Februar 2008 inne. Daraufhin übernahm er im März 2008 als Nachfolger von Generalmajor Gary Coward den Posten als Kommandeur des Gemeinsamen Hubschrauberkommandos JHC (Joint Helicopter Command) und verblieb auf diesem Posten bis zu seiner Ablösung durch Air Vice-Marshal Carl Dixon im März 2011. Zuletzt wurde er im November 2011 als Vizeadmiral (Vice-Admiral) Chef des Stabes des Alliierten Transformationskommandos der NATO (Allied Command Transformation) in Norfolk und bekleidete diese Funktion bis zu seinem Ausscheiden aus dem aktiven Militärdienst im Oktober 2013. Am 1. Januar 2013 wurde er im Zuge der New Year Honours Companion des Order of the Bath (CB).
Nach seinem Eintritt in den Ruhestand wurde Johnstone-Burt Nachfolger von Air Marshal Sir David Allan Walker als Master of the Household- Damit ist er der operative Leiter der nachgeordneten Bereiche der Königlichen Haushalte (Royal Households of the United Kingdom) und trägt die Verantwortung für das Hauspersonal, die königlichen Küchen, die Pagen und Diener bis hin zu den Hausverwaltern und ihrem Personal. Für seine langjährigen Verdienste wurde er bei den New Year Honours am 1. Januar 2020 zum Knight Commander des Royal Victorian Order (KCVO) geschlagen und trägt seit den Namenszusatz „Sir“. Er wurde 2004 Mitglied des Verwaltungsrates der Monkton Combe School und ist zudem Deputy Lieutenant (DL) der Grafschaft Dorset.